# Supercopa de España de Baloncesto 2005
La Supercopa de España de Baloncesto 2005 fue la 2.ª edición del torneo desde que está organizada por la ACB y la 6.ª desde su fundación. Se disputó en el Palacio de Deportes de Granada entre el 8 y el 9 de octubre de 2005.

## Equipos participantes
| Equipo       | Clasificación               | Participación |
| ------------ | --------------------------- | ------------- |
| CB Granada   | Anfitrión                   | 1.º           |
| Real Madrid  | Campeón de la Liga ACB      | 5.º           |
| Unicaja      | Campeón de la Copa del Rey  | 2.º           |
| TAU Cerámica | Subcampeón de la Euroleague | 2.º           |

## Semifinales
| 8 de octubre de 2005 | Real Madrid | 69–74   | TAU Cerámica |                                        |  |
|                      |             |         |              |                                        |  |
|                      |             | Reporte |              | Pabellón: Palacio de Deportes, Granada |  |

| 8 de octubre de 2005 | CB Granada | 73–71   | Unicaja |                                        |  |
|                      |            |         |         |                                        |  |
|                      |            | Reporte |         | Pabellón: Palacio de Deportes, Granada |  |

## Tercer puesto
| 9 de octubre de 2005 | Real Madrid | 81–74   | Unicaja |                                        |  |
|                      |             |         |         |                                        |  |
|                      |             | Reporte |         | Pabellón: Palacio de Deportes, Granada |  |

## Final
| 9 de octubre de 2005 | TAU Cerámica | 61–55   | CB Granada |                                        |  |
|                      |              |         |            |                                        |  |
|                      |              | Reporte |            | Pabellón: Palacio de Deportes, Granada |  |